# あさま
あさまは、東日本旅客鉄道（JR東日本）が、北陸新幹線の主に東京駅 - 長野駅間で運行している特別急行列車の愛称である。
本項では、北陸新幹線開業以前に信越本線で運転されていた特急「あさま」「白山」のほか、かつて信越本線長野以南で運転されていた優等列車の沿革についても記述する。

## 概要
「あさま」は、1961年10月から1962年12月までの間は小諸 - 新潟間で運転されていた準急列車の列車愛称に初使用された。その後、1962年12月からは1963年9月までは上野 - 長野間の夜行準急列車、また1966年10月から1997年9月までは上野 - 長野・妙高高原・直江津間の特急列車で使用された。

### 列車名について
列車名は群馬・長野の県境に位置する浅間山（あさまやま）に由来する。在来線の特急列車および新幹線ではいずれも公募によって決定された。
1997年10月1日に北陸新幹線の高崎 - 長野間が通称・長野新幹線として先行開業した際の愛称公募では2位の得票（第1位は「しらかば」）を得て東京 - 長野間の列車愛称に転用され、現在に至る。2015年3月14日の長野 - 金沢間開業時の列車名公募でも第7位となり（第1位は「はくたか」）、「長野への新幹線として親しみやすくわかりやすいため」という選定理由から、引き続き東京 - 長野間の区間列車として運行されることになった。

## 新幹線「あさま」

### 運行概況
定期列車は東京 - 長野間に17往復が運転されているほか、平日の朝時間帯に軽井沢発長野行きの下り1本が設定されている。金沢開業時より列車番号及び号番号が500番台から600番台に変更されている。
東京・上野・大宮・高崎・軽井沢・長野が全列車停車駅となっており、佐久平・上田も上り602号を除く全列車が停車する。金沢延伸以前は速達タイプも各駅タイプもすべて「あさま」での運行であったが、金沢延伸以降は同区間に「かがやき」「はくたか」が加わった関係で「あさま」は各駅停車タイプの色が濃くなり、金沢延伸により運転本数が大幅に削減された上越新幹線「たにがわ」に代わって熊谷・本庄早稲田への停車列車の役目も担っている。停車駅数の増加も相まって、所要時間は全体的に長野新幹線時代よりも長くなっている。

#### 停車駅
- ●：停車、ー：通過、←：通過（上り列車のみ運転）

| 号数        | 下り本数 | 上り本数 | 東京駅 | 上野駅 | 大宮駅 | 熊谷駅 | 本庄早稲田駅 | 高崎駅 | 安中榛名駅 | 軽井沢駅 | 佐久平駅 | 上田駅 | 長野駅 | 備考           |
| ----------- | -------- | -------- | ------ | ------ | ------ | ------ | ------------ | ------ | ---------- | -------- | -------- | ------ | ------ | -------------- |
| 600 - 633号 | 1        | 2        | ●      | ●      | ●      | －     | －           | ●      | －         | ●        | ●        | ●      | ●      |                |
| 600 - 633号 | 2        | 2        | ●      | ●      | ●      | －     | －           | ●      | ●          | ●        | ●        | ●      | ●      |                |
| 600 - 633号 | 0        | 1        | ●      | ●      | ●      | ●      | ←            | ●      | ←          | ●        | ●        | ●      | ●      | あさま606号    |
| 600 - 633号 | 5        | 5        | ●      | ●      | ●      | ●      | －           | ●      | ●          | ●        | ●        | ●      | ●      |                |
| 600 - 633号 | 4        | 2        | ●      | ●      | ●      | ●      | ●            | ●      | －         | ●        | ●        | ●      | ●      |                |
| 600 - 633号 | 5        | 5        | ●      | ●      | ●      | ●      | ●            | ●      | ●          | ●        | ●        | ●      | ●      |                |
| 600 - 633号 | 0        | 1        | ●      | ●      | ●      | ●      | ●            | ●      | ●          | ●        | ←        | ←      | ●      | あさま602号    |
| 699号       | 1        | 0        |        |        |        |        |              |        |            | ●        | ●        | ●      | ●      | 土曜・休日運休 |

#### 使用車両・編成

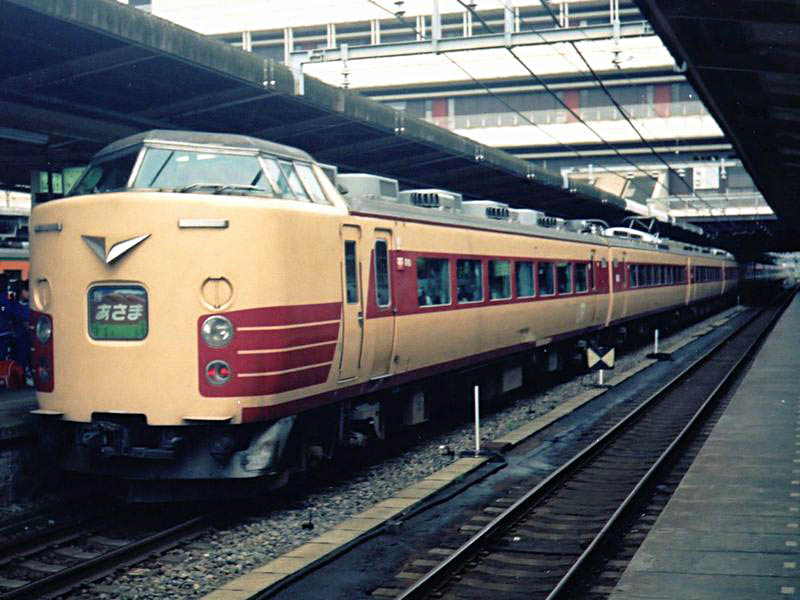
189系
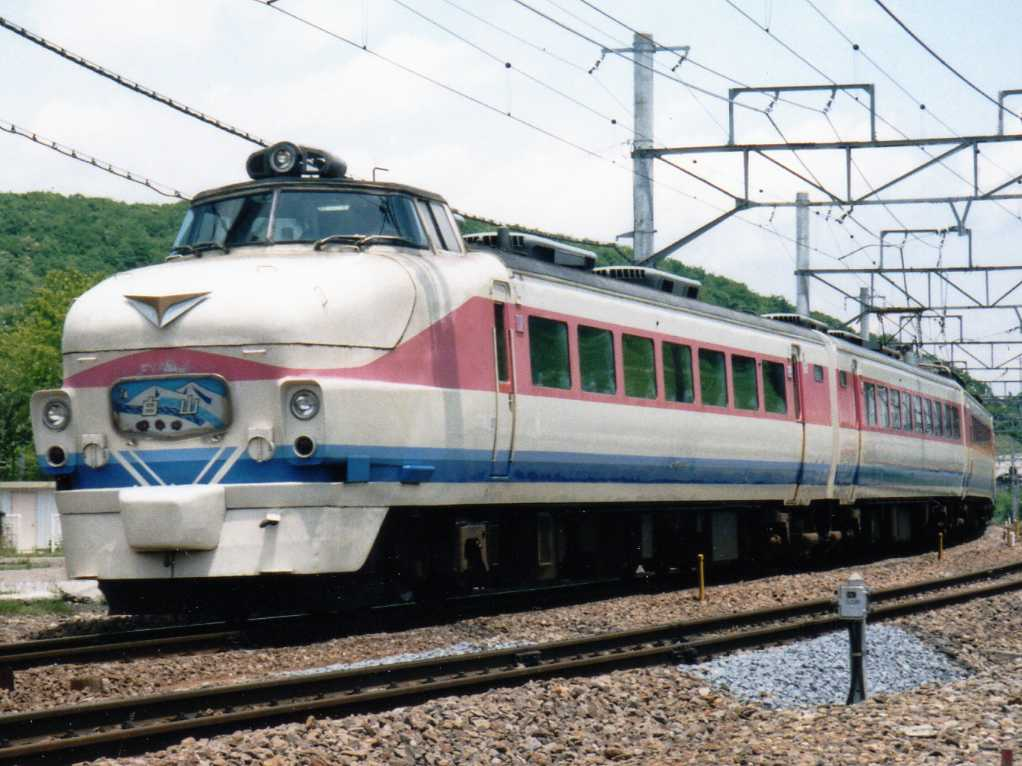
489系
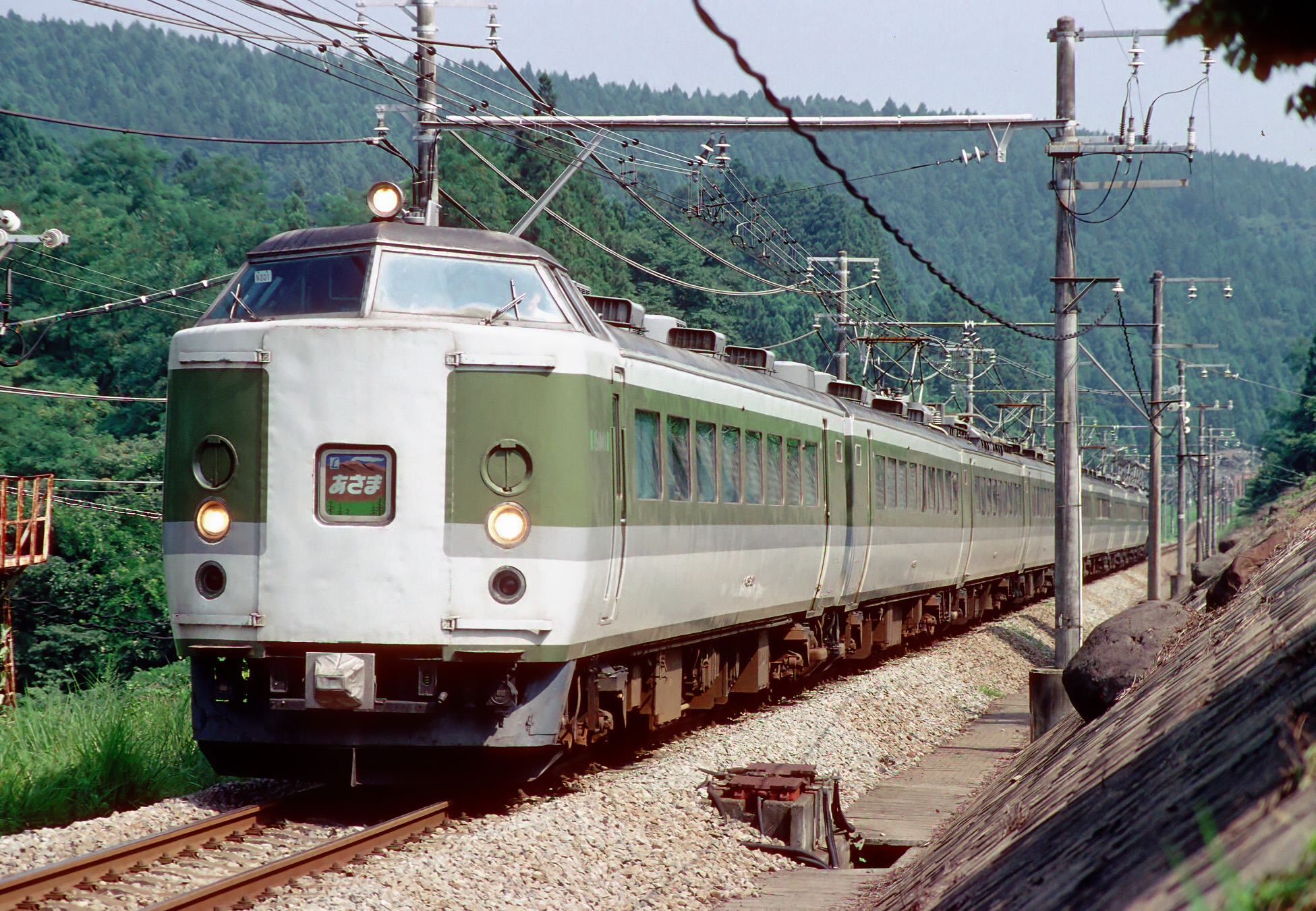
489系200番台

JR東日本長野新幹線車両センター・新潟新幹線車両センター所属のE7系（F編成・12両）ならびにJR西日本白山総合車両所所属のW7系（W編成・12両）が充当される。
いずれも、高崎 - 軽井沢間に30‰の急勾配が約30kmにわたって連続すること、軽井沢 - 佐久平間に商用電源周波数50Hz/60Hzの切換セクションが存在することから、高出力主電動機搭載ならびに周波数切換に対応した車両である。
E7系・W7系のグランクラス（12号車）については、全列車専任アテンダントの車内サービスはなく座席のみでの営業となり、「かがやき」より割安なグランクラス料金が設定される。

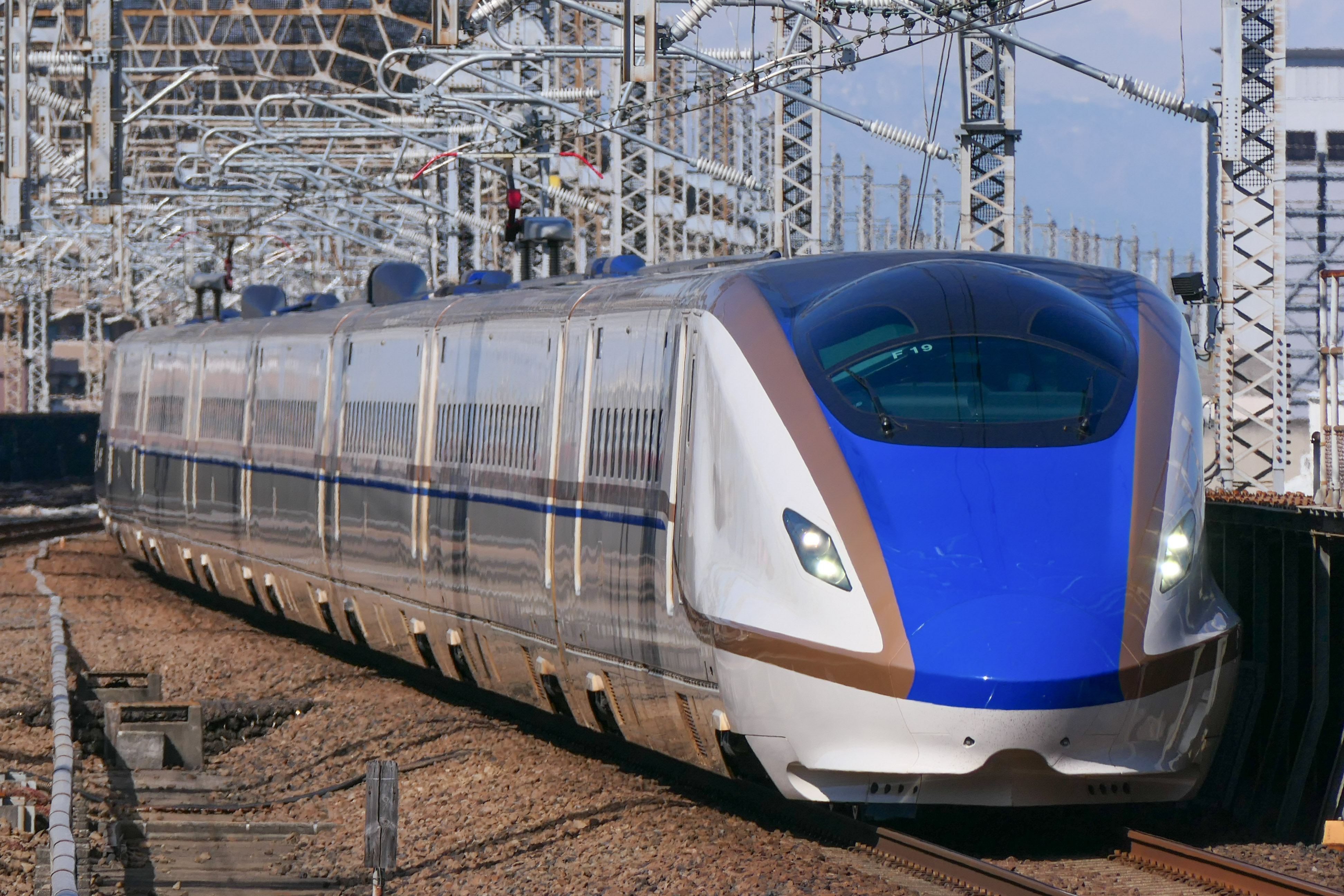
E7系・W7系

### 運行概況（金沢延伸開業前）
定期列車は東京 - 長野間に27往復、東京 - 軽井沢間に1往復の合計28往復が運転されていた。このうち、東京 - 軽井沢間の1往復（下り551号・上り502号）は土休日を中心に臨時扱いで長野発着の延長運転が実施されていた。さらに平日運転の臨時列車として、軽井沢→長野間で下り1本が運転されていた。

#### 停車駅
| 号数                               | 下り本数 | 上り本数 | 東京駅 | 上野駅 | 大宮駅 | 熊谷駅 | 本庄早稲田駅 | 高崎駅 | 安中榛名駅 | 軽井沢駅 | 佐久平駅 | 上田駅 | 長野駅 | 備考                         |
| ---------------------------------- | -------- | -------- | ------ | ------ | ------ | ------ | ------------ | ------ | ---------- | -------- | -------- | ------ | ------ | ---------------------------- |
| 500号 - 555号 （502号、551号除く） | 0        | 1        | ●      | ←      | ●      | ←      | ←            | ←      | ←          | ←        | ←        | ←      | ●      |                              |
| 500号 - 555号 （502号、551号除く） | 1        | 0        | ●      | →      | ●      | →      | →            | →      | →          | →        | →        | ●      | ●      |                              |
| 500号 - 555号 （502号、551号除く） | 0        | 1        | ●      | ●      | ●      | ←      | ←            | ←      | ←          | ←        | ←        | ●      | ●      |                              |
| 500号 - 555号 （502号、551号除く） | 0        | 1        | ●      | ●      | ●      | ←      | ←            | ←      | ←          | ←        | ●        | ●      | ●      |                              |
| 500号 - 555号 （502号、551号除く） | 2        | 1        | ●      | ●      | ●      | －     | －           | －     | －         | ●        | －       | －     | ●      |                              |
| 500号 - 555号 （502号、551号除く） | 3        | 3        | ●      | ●      | ●      | －     | －           | －     | －         | ●        | ●        | ●      | ●      |                              |
| 500号 - 555号 （502号、551号除く） | 9        | 7        | ●      | ●      | ●      | －     | －           | ●      | －         | ●        | ●        | ●      | ●      |                              |
| 500号 - 555号 （502号、551号除く） | 6        | 7        | ●      | ●      | ●      | －     | －           | ●      | ●          | ●        | ●        | ●      | ●      |                              |
| 500号 - 555号 （502号、551号除く） | 1        | 2        | ●      | ●      | ●      | ●      | －           | ●      | －         | ●        | ●        | ●      | ●      |                              |
| 500号 - 555号 （502号、551号除く） | 4        | 3        | ●      | ●      | ●      | ●      | －           | ●      | ●          | ●        | ●        | ●      | ●      |                              |
| 500号 - 555号 （502号、551号除く） | 1        | 1        | ●      | ●      | ●      | ●      | ●            | ●      | ●          | ●        | ●        | ●      | ●      |                              |
| 502号                              | 0        | 1        | ●      | ●      | ●      | ●      | ●            | ●      | ●          | ●        | ＊       | ＊     | ＊     | 土曜日・一部休日は長野駅始発 |
| 551号                              | 1        | 0        | ●      | ●      | ●      | →      | →            | ●      | ●          | ●        | ＊       | ＊     | ＊     | 金曜日・一部休日は長野駅終着 |
| 599号                              | 0        | 1        |        |        |        |        |              |        |            | ●        | ●        | ●      | ●      | 土曜日・一部休日運休         |

凡例
- ●：停車
- －：通過
- →：通過（下り列車のみ運転）
- ←：通過（上り列車のみ運転）
- ＊：延長運転時に停車

- 599号は全区間臨時列車扱いとなっていた。
- 502号、551号は延長運転時、軽井沢 - 長野間は臨時列車扱いとなっていた。
- 2002年（平成14年）12月1日のダイヤ改正までは大宮を通過し、東京 - 長野間をノンストップで走行する列車が1往復運行されていた。

#### 過去に運用された使用車両・編成
E2系（N･J編成・8両）
長野開業時から運用されていたが、2015年12月24日をもって定期列車の運用を終了し、以降は基本的に臨時列車のみの運用となった。2017年3月25日に団体臨時列車「ありがとうE2系あさま」（長野7:48→上野9:28）が運転され、3月31日をもって臨時での運用も終了した。
E4系（P編成・8両）
E4系のうち急勾配対策を施工したP51・P52編成が軽井沢まで、加えて周波数切換対策を施工したP81・P82編成が長野まで運用可能で、2001年から2003年に軽井沢発東京行（上りのみ）の臨時列車での運用が行われていた。
200系（F80編成・12両）
1998年の長野オリンピック開催期間中には輸送力増強のため急勾配・周波数切換対応工事を施工した200系車両による臨時列車が運行されたが、その後同編成は充当されず2004年に廃車となった。

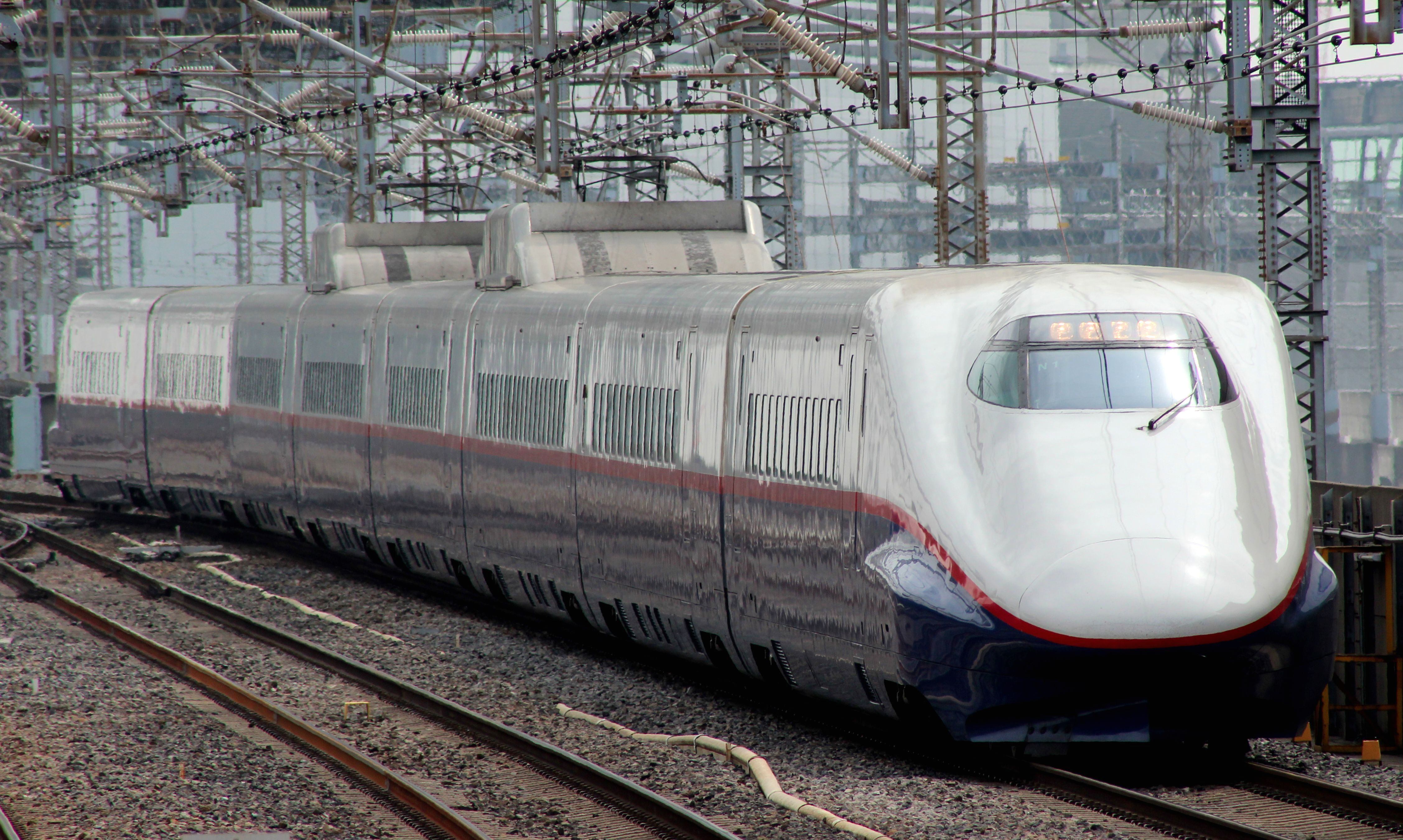
E2系N編成
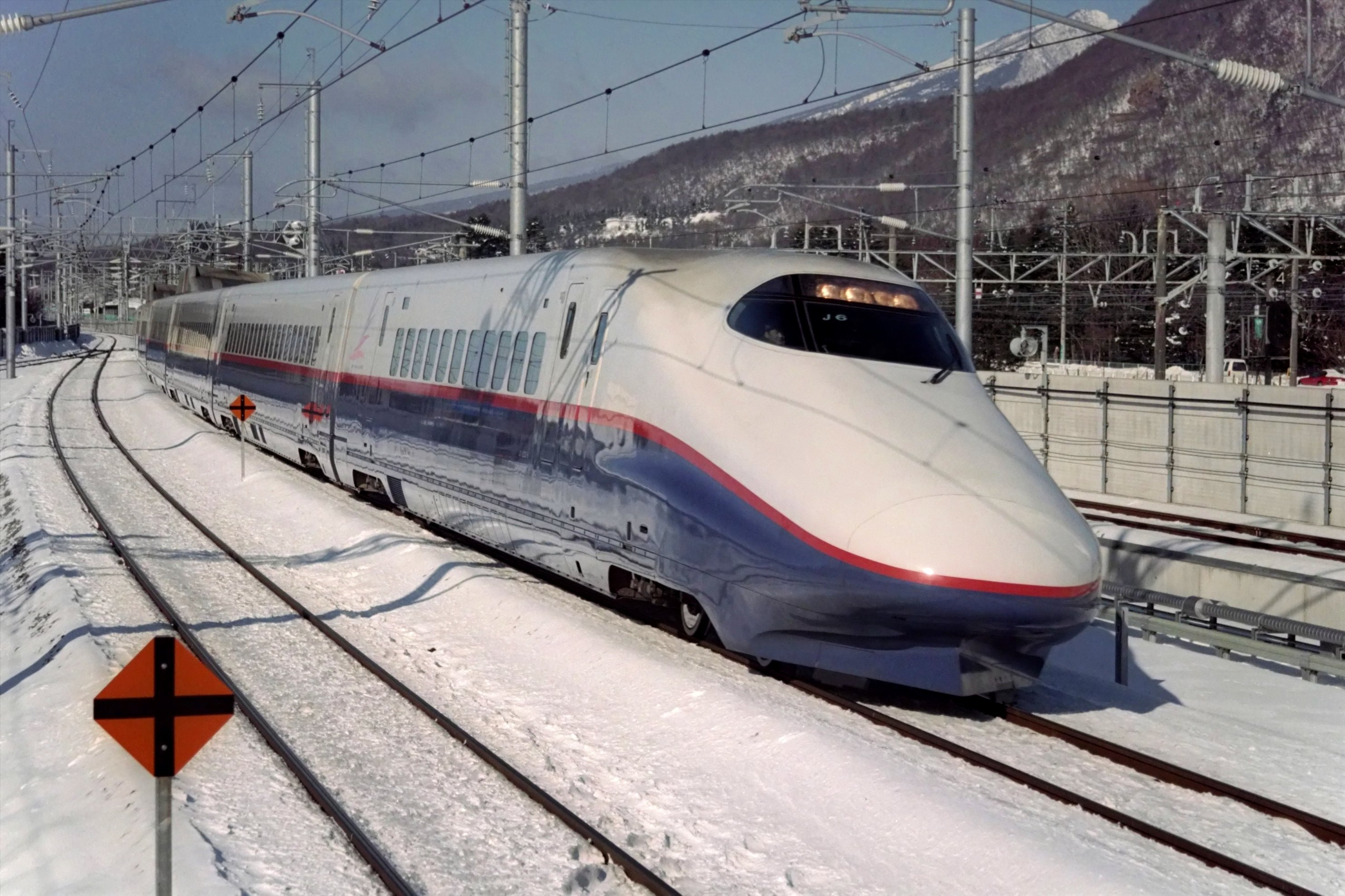
E2系J編成
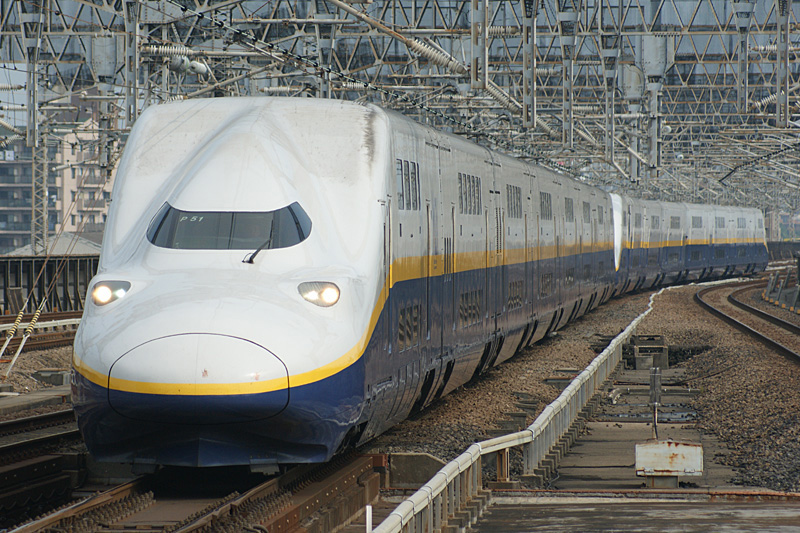
E4系P51編成
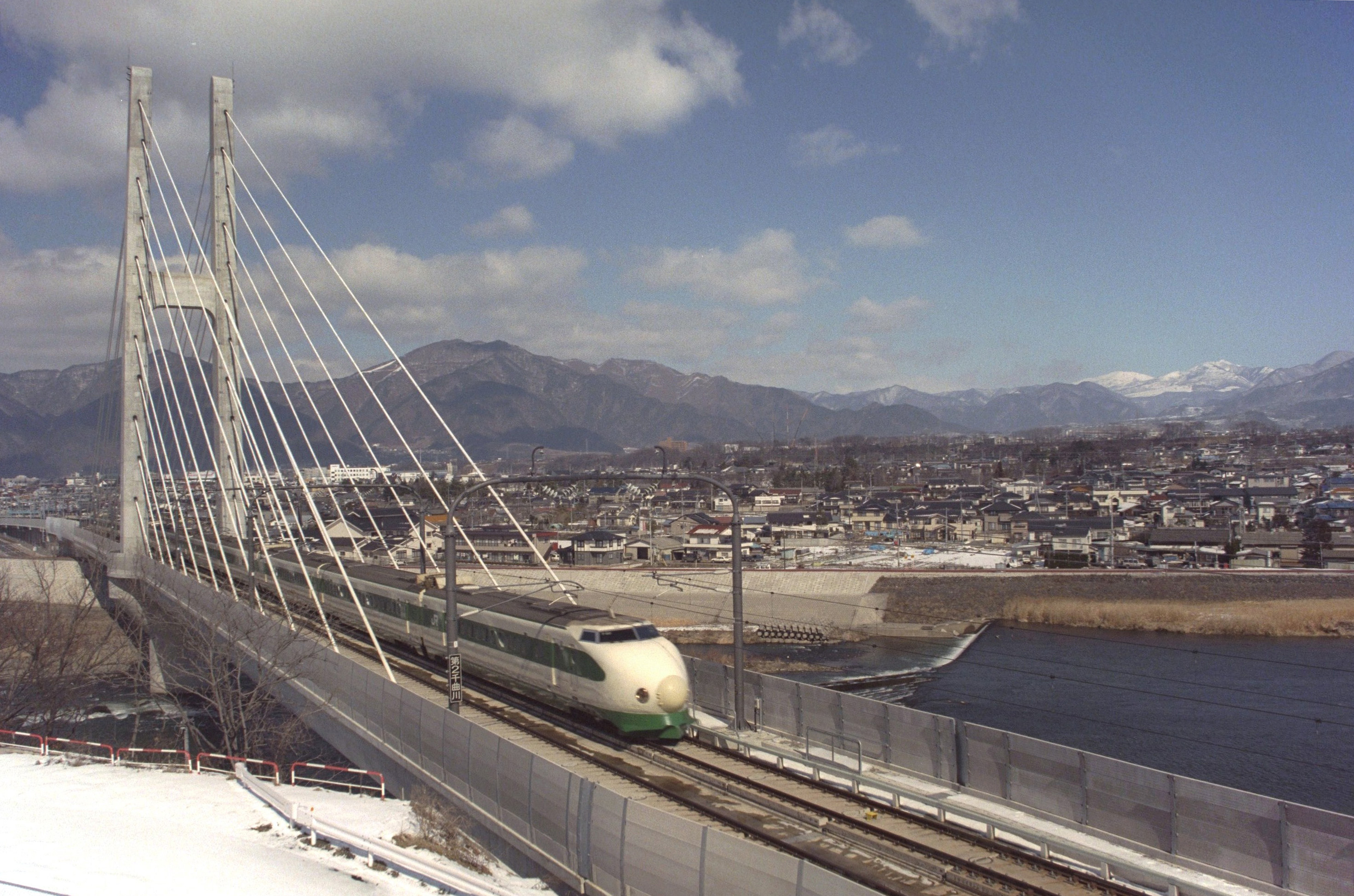
200系F80編成

#### 所要時間
東京 - 長野間を最速80分、平均約100分程度で運転されていた。「あさま」の統一名称を与えられてはいたが、列車毎の停車駅設定がまちまちだったため所要時間には差異があった。
- 東京 - 軽井沢間：62分（515号・519号 上野・大宮に停車）
- 東京 - 長野間：最速80分（518号 大宮のみ停車）

開業時から2002年12月まで、東京 - 長野間ノンストップ列車が1往復（3号・4号）設定されていた。
- 所要時間：79分（下り3号） - 81分（上り4号）
- 運転開始当初のキャッチフレーズは「東京 - 長野 最速79分」「東京は長野だ」

### 沿革
- 1997年（平成9年）
  - 4月14日：JR東日本が、北陸新幹線の高崎 - 長野間が10月1日に開業し、東京 - 長野間を走る列車の愛称を「あさま」とすることを発表[8][9]。
  - 10月1日：北陸新幹線の高崎 - 長野間が先行開業。東京 - 長野間24往復、東京 - 軽井沢間4往復（定期列車）で「あさま」運転開始[8]。
- 1998年（平成10年）
  - 長野オリンピック開催に伴い期間中増発用として200系を臨時投入した。
  - 12月8日：ダイヤ改正で東京 - 軽井沢間4往復のうち3往復を長野まで延長。東京 - 長野間は27往復となった[10]。
- 2000年（平成12年）12月31日：長野発東京行最終列車「あさま」536号の列車名を「ミレナリオあさま536号」に変更して運転。
- 2001年（平成13年）
  - 1月1日：長野発東京行1番列車「あさま」500号の列車名を「21世紀あさま500号」に変更して運転。
  - 7月22日：E4系対応車両を使用した「Maxあさま」が軽井沢発東京行の臨時列車として運転開始（上り列車のみ）[7][注 3]。
  - 12月1日：ダイヤ改正で高崎・佐久平・上田への停車を拡大[12][13]。
- 2002年（平成14年）12月1日：ダイヤ改正により停車駅拡大措置が採られ、「あさま」全列車が大宮に停車。東京 - 長野間ノンストップ列車を廃止[14]。
- 2003年（平成15年）9月15日： E4系による「Maxあさま」の臨時列車の運用を終了。
- 2004年（平成16年）3月13日：前年にびゅうヴェルジェ安中榛名の分譲を開始したことから、同日のダイヤ改正で安中榛名駅停車列車を下り1本、上り3本増加させ、上下各12本の停車とする[15]。
- 2005年（平成17年）12月10日：全車禁煙化。
- 2013年（平成25年）10月10日：北陸新幹線延伸開業後も東京 - 長野間区間運行列車への愛称継続が発表[2][3]。
- 2014年（平成26年）
  - 3月15日：DS-ATC導入に伴い所要時間を若干短縮。「あさま」東京 - 長野間7往復にE7系を先行投入[5]。ただし、グランクラスは専任アテンダントによる車内サービスを省略した座席のみの営業とされた。
  - 4月19日：東京 - 長野間4往復にE7系を追加投入。E7系が1日11往復運行となった[16]。
  - 7月5日：軽井沢 - 長野間下り1本と東京 - 長野間2往復にE7系を追加投入。東京 - 長野間でE7系が1日13往復運行となった[17]。
    - 599号の乗車可能車両は、E2系での1号車 - 4号車からE7系では6号車 - 9号車に変更。

  - 8月8日：東京 - 長野間5往復にE7系を追加投入。東京 - 長野間でE7系が1日18往復運行となった[17]。
  - 11月8日：東京 - 軽井沢間1往復と東京 - 長野間2往復にE7系を追加投入。東京 - 長野間でE7系が1日20往復の運行となった[18]。ただし軽井沢発着列車は週末を中心に長野まで延長運転されたことから、この場合東京 - 長野間1日21往復運行となった。
- 2015年（平成27年）
  - 3月14日：北陸新幹線の長野 - 金沢間が開業。「あさま」は引き続き、東京 - 長野間の列車名として使用されたほか、W7系による営業運転も開始[19][20][21][22]。1日16往復の体制で金沢方面とは長野で「かがやき」「はくたか」と接続を取るダイヤが多く設定された。「あさま」は停車駅の多いダイヤが多くなり、軽井沢などで「かがやき」の待避待ちをするダイヤも設定されるようになった。これにより、上野・高崎・軽井沢・佐久平・上田に「あさま」全列車が停車するようになった。
  - 12月24日：E2系（N編成・8両）による定期運用を引退、以降は臨時列車として運用[23]。
- 2016年（平成28年）
  - 3月26日：ダイヤ改正により「あさま」全列車の車内販売を廃止。車内販売の営業列車は東京 - 金沢間の「かがやき」「はくたか」のみとなった。ダイヤの見直しにより定期「あさま」の途中駅待避は解消された。
- 2017年（平成29年）
  - 3月25日：E2系による団体臨時列車（TYOツアー列車）「ありがとうE2系あさま」（長野7:48→上野9:28）が運転され、N13編成が充当された。
  - 3月31日：E2系（N編成・8両）の運用を完全に終了。
- 2018年（平成30年）
  - 3月17日：ダイヤ改正により東京 - 長野間で「あさま」を1往復増発し17往復に（長野 - 金沢間で「はくたか」として延長運転をする場合有り）[24]。
- 2019年（平成31年・令和元年）
  - 10月12日：令和元年東日本台風（台風19号）により千曲川の堤防が決壊し長野新幹線車両センターと一部の本線・施設が水没し一部区間で運行停止。北陸新幹線車両の3分の1にあたるE7系・W7系合計10編成も水没した。
  - 10月14日：北陸新幹線は長野 - 上越妙高間を運休とし、東京 - 長野間は臨時「あさま」にて暫定運行を開始。東京 - 長野間を19往復、軽井沢 - 長野間が片道1本、朝の上り2本は高崎駅始発に区間短縮されたため上越新幹線の「たにがわ」を名乗った。東京 - 長野間は全て臨時列車扱いとなり号数は400号台で全列車自由席、グランクラスは閉鎖し、グリーン券は列車内で車掌が希望する乗客に発券する暫定措置がとられた。（10月13日の夜にも臨時「あさま」の下り3本・上り1本が運行された。）
  - 10月25日：北陸新幹線全線で運行を再開し、グランクラスを始め指定席の取り扱いを再開。東京 - 長野間の「あさま」は災害発生前の17往復から11.5往復へ削減となった。「あさま」の削減分は運行を再開した金沢方面の「はくたか」の停車駅を増やすなどして対応した。運休となったダイヤでは602号・606号は長野 - 高崎間を区間運休とした高崎始発の臨時「たにがわ」50号・54号として運行。600号は停車駅を増やし長野の始発時刻を早めた臨時「あさま」400号とした。613号・616号・622号は長野にてそれぞれ「はくたか」565号・560号・566号の長野 - 金沢間ダイヤと接続して東京 - 金沢間の臨時「はくたか」595号・592号・594号と改番して運行された。
  - 11月30日：東京 - 金沢間の直通便が全列車通常運転に戻り、「あさま」は11.5往復から15往復へ増発。603号・607号・623号・624号の運行を再開。臨時「はくたか」595号・592号・594号として金沢まで延長運行していたダイヤは本来の「あさま」613号・616号・622号に戻された。引き続き602号・606号は長野 - 高崎間を区間運休とした臨時「たにがわ」50号・54号として運行され、619号・631号は全区間運休となった。
  - 12月27日：東京 - 長野間は15往復から15.5往復へ増発。619号の運行を再開。臨時ダイヤの上り400号は通常ダイヤの600号に戻った。602号のダイヤで区間運行されていた臨時「たにがわ」50号は軽井沢始発の臨時「あさま」402号となり区間運休は長野 - 軽井沢間に短縮された。引き続き606号は長野 - 高崎間を区間運休とした臨時「たにがわ」54号として運行され、全区間運休は631号のみとなった。
    - 暫定ダイヤでの運転期間中には臨時列車も設定された。
- 2020年（令和2年）
  - 3月14日：ダイヤ改正。上越新幹線向けに製造されたE7系を北陸新幹線に転用したことによる編成不足の解消と、台風により被災した長野新幹線車両センターでの車両留置を再開し暫定運用は全て終了、「あさま」の定期列車は被災前の運転本数である17往復に戻った。
  - 4月8日：JR東日本が、新型コロナウイルス感染症（COVID-19）の感染拡大防止のため、4月9日 - 5月31日まで、車内販売およびグランクラスの指定席の発売および「あさま」のグランクラスの営業を中止することを発表[25]。
  - 4月14日：JR東日本が、新型コロナウイルス感染症（COVID-19）の感染拡大防止のため、6月1日 - 6月30日まで、グランクラスの指定席の発売を見合わせることを発表[26]。
  - 4月27日：JR東日本が、新型コロナウイルス感染症（COVID-19）の感染拡大の影響により、同年5月28日以降の全列車の指定席発売を見合わせることを発表[27]。
  - 5月13日：JR東日本が、新型コロナウイルス感染症（COVID-19）の感染拡大防止により以下の運転計画および措置を発表。
    - 5月21日以降、5月28日以降の列車の指定席発売を再開する[28]。
    - 7月1日以降、当面の間のグランクラスの指定席の発売を見合わせる[29]。
    - 利用客の減少に伴い、5月28日以降の定期列車の一部を運休し、臨時ダイヤによる運行とする。

  - 5月22日：JR東日本が、国の緊急事態宣言が解除されたことを理由に5月28日以降に計画していた臨時ダイヤを取りやめ、定期列車の運行を継続することを発表[30]。
  - 7月1日：グランクラスの営業サービスを再開[31]。
- 2021年（令和3年）
  - 1月16日：JR東日本が、新型コロナウイルス感染症（COVID-19）の感染拡大防止のため、同日より当面の間、車内販売の中止、グランクラス指定席発売および「あさま」のグランクラスの営業を中止することを発表[32]。
  - 3月13日：ダイヤ改正により上野 - 大宮間 （埼玉県内のみ） の最高速度を110 km/hから130km/hに引き上げ、所要時間を短縮[33]。

- 2023年（令和5年）
  - 3月18日：ダイヤ改正により大宮 - 高崎間の最高速度を240km/hから275km/hに引き上げ、所要時間を短縮。

## 在来線特急「あさま」

### 概要
「あさま」は1966年10月1日から1997年9月30日まで上野 - 長野・直江津、新潟間を、「白山」（はくさん）は1954年10月1日から1997年9月30日まで上野 - 金沢間を信越本線経由で運転されていた特急列車（L特急）である。

### 運行概況（廃止時点）
「あさま」は1日19往復が運行されており、うち4往復（下り1号・11号・17号・29号/上り10号・18号・30号・38号）が直江津発着（下り29号は長野から快速列車）、それ以外は長野発着であった。なお、長野発着のうち1往復（下り5号/上り20号）は、夏季・冬季のみ臨時列車扱いで妙高高原まで延長運転を実施していた。列車番号は号数+3000M。29号の長野 - 直江津間（快速列車）は3327M、延長運転時の長野 - 妙高高原間は号数+9000Mとされた。
「白山」は1日1往復が運行されており、列車番号は下りが3051M、上りが3052Mであった。
「あさま」・「白山」共に、信越本線横川 - 軽井沢間の碓氷峠経由させるため、協調運転区間専用の補助機関車であるEF63との協調運転を実施していた（後述）。

#### 列車名の由来
「あさま」は前述の通り浅間山に由来する。「白山」は石川県・岐阜県の県境に位置する日本三名山の一つ「白山」に由来する。

#### 停車駅
| \| 駅名 \| 上野駅 \| 赤羽駅 \| 大宮駅 \| 熊谷駅 \| 深谷駅 \| 本庄駅 \| 高崎駅 \| 安中駅 \| 磯部駅 \| 横川駅 \| 軽井沢駅 \| 中軽井沢駅 \| 信濃追分駅 \| 御代田駅 \| 小諸駅 \| 田中駅 \| 大屋駅 \| 上田駅 \| 坂城駅 \| 戸倉駅 \| 屋代駅 \| 篠ノ井駅 \| 長野駅 \| 黒姫駅 \| 妙高高原駅 \| 新井駅 \| 高田駅 \| 直江津駅 \| 糸魚川駅 \| 泊駅 \| 黒部駅 \| 魚津駅 \| 滑川駅 \| 富山駅 \| 高岡駅 \| 石動駅 \| 津幡駅 \| 金沢駅 \| \| ------ \| ------ \| ------ \| ------ \| ------ \| ------ \| ------ \| ------ \| ------ \| ------ \| ------ \| -------- \| ---------- \| ---------- \| -------- \| ------ \| ------ \| ------ \| ------ \| ------ \| ------ \| ------ \| -------- \| ------ \| ------ \| ---------- \| ------ \| ------ \| -------- \| -------- \| ---- \| ------ \| ------ \| ------ \| ------ \| ------ \| ------ \| ------ \| ------ \| \| あさま \| ● \| ▲ \| ● \| ▲ \| ▲ \| ▲ \| ● \| ▲ \| ▲ \| ● \| ● \| ▲ \| ▼ \| ▲ \| ● \| ▲ \| ▲ \| ● \| ▲ \| ▲ \| ▲ \| ▲ \| ● \| ● \| ● \| ● \| ● \| ● \| \| \| \| \| \| \| \| \| \| \| \| 白山 \| ● \| － \| ● \| － \| ▲ \| － \| ● \| － \| － \| ● \| ● \| ▲ \| － \| － \| ● \| － \| － \| ● \| － \| ● \| － \| － \| ● \| ● \| ● \| ● \| ● \| ● \| ● \| ● \| ● \| ● \| ● \| ● \| ● \| ● \| ● \| ● \| |        |        |        |        |        |        |        |        |        |        |          |            |            |          |        |        |        |        |        |        |        |          |        |        |            |        |        |          |          |      |        |        |        |        |        |        |        |        |
| 凡例 - ●：全列車停車 - ▲：一部列車のみ停車 - ▼：季節により臨時停車 - －：通過 備考 - 赤羽駅・安中駅・御代田駅・田中駅・大屋駅・坂城駅は「あさま」上下2本が停車 - 熊谷駅は「あさま」下り5本・上り7本が停車 - 深谷駅は「あさま」下り2本・上り3本と下り「白山」が停車 - 本庄駅は「あさま」上下6本が停車 - 磯部駅は「あさま」上下3本が停車 - 中軽井沢駅は「あさま」下り9本・上り12本と下り「白山」が停車 - 信濃追分駅は「あさま」下り1本（9号）が臨時停車 - 戸倉駅は「あさま」15号・6号を除き停車 - 屋代駅は「あさま」上下5本が停車 - 篠ノ井駅は「あさま」下り11本・上り10本が停車 - 「あさま」の長野駅 - 直江津駅間快速列車は北長野駅・三才駅・豊野駅・牟礼駅にも停車 - 1992年3月13日までは「白山」3号・4号が入善駅に停車 |        |        |        |        |        |        |        |        |        |        |          |            |            |          |        |        |        |        |        |        |        |          |        |        |            |        |        |          |          |      |        |        |        |        |        |        |        |        |
| 駅名 | 上野駅 | 赤羽駅 | 大宮駅 | 熊谷駅 | 深谷駅 | 本庄駅 | 高崎駅 | 安中駅 | 磯部駅 | 横川駅 | 軽井沢駅 | 中軽井沢駅 | 信濃追分駅 | 御代田駅 | 小諸駅 | 田中駅 | 大屋駅 | 上田駅 | 坂城駅 | 戸倉駅 | 屋代駅 | 篠ノ井駅 | 長野駅 | 黒姫駅 | 妙高高原駅 | 新井駅 | 高田駅 | 直江津駅 | 糸魚川駅 | 泊駅 | 黒部駅 | 魚津駅 | 滑川駅 | 富山駅 | 高岡駅 | 石動駅 | 津幡駅 | 金沢駅 |
| あさま | ●      | ▲      | ●      | ▲      | ▲      | ▲      | ●      | ▲      | ▲      | ●      | ●        | ▲          | ▼          | ▲        | ●      | ▲      | ▲      | ●      | ▲      | ▲      | ▲      | ▲        | ●      | ●      | ●          | ●      | ●      | ●        |          |      |        |        |        |        |        |        |        |        |
| 白山 | ●      | －     | ●      | －     | ▲      | －     | ●      | －     | －     | ●      | ●        | ▲          | －         | －       | ●      | －     | －     | ●      | －     | ●      | －     | －       | ●      | ●      | ●          | ●      | ●      | ●        | ●        | ●    | ●      | ●      | ●      | ●      | ●      | ●      | ●      | ●      |

#### 使用車両・編成
使用車両はいずれも国鉄分割民営化後に内外装のリニューアルを施工したほか、信越本線横川 - 軽井沢間におけるEF63との協調運転に対応した形式である。
189系
JR東日本長野総合車両所（現：長野総合車両センター）の9両編成（N101 - N109編成）が「あさま」8往復に、11両編成（N201 - N207編成）が「あさま」9往復にそれぞれ充当された。なお、11両編成は末期に妙高高原以南発着列車で限定運用されていた。

489系
JR東日本長野総合車両所編成・JR西日本金沢総合車両所編成があり、それぞれ運用が分かれていた。
JR東日本長野総合車両所（現在は長野総合車両センター）の200番台（N301 - N303編成）は、9両編成で「あさま」1往復（下り27号/上り8号）にのみ充当された。
JR西日本金沢総合車両所の0番台（H1 - H5編成）は、9両編成で「あさま」1往復（下り23号/上り36号）および「白山」に充当された。なお、この編成は急行「能登」とも共通運用が組まれていた。
- 189系
- 489系
- 489系200番台

## 信越本線長野以南優等列車沿革

### 優等列車の運転開始
- 1915年（大正4年）3月25日：信越本線初の夜行急行列車101列車・102列車が上野 - 長野 - 新潟間（当時上越線は未開通）で運転開始。下り14時間、上り15時間40分で運転。
- 1922年（大正11年）3月15日：上野 - 金沢夜行急行列車773列車・772列車が運転開始。下り13時間25分、上り13時間45分で運転。
  - 前述の上野 - 新潟間急行列車・寝台車連結。
- 1931年（昭和6年）9月1日：上越線の開通により信越本線経由の上野 - 新潟間急行列車が廃止。
- 1939年（昭和14年）11月15日：上野 - 大阪間急行601列車・602列車が運転開始。前述の上野 - 金沢間急行は不定期列車に格下げ。
- 1943年（昭和18年）
  - 2月15日：上野 - 金沢間の不定期列車を廃止。上野 - 大阪間急行601列車・602列車の運行区間を金沢まで短縮。
  - 10月1日：601列車・602列車の運転区間を再び上野 - 大阪間に延長。
- 1944年（昭和19年）4月1日：｢決戦非常措置要綱｣に基くダイヤ改正で601列車・602列車を廃止。

なお昭和前期に運行された同線の臨時普通列車・準急列車には、「高原列車」や「涼風」など地方局が独自に設けた列車愛称が付けられていた。

### 戦後の発展
- 1948年（昭和23年）7月1日：上野 - 直江津間昼行不定期準急列車[注 5]1往復運転開始。
- 1949年（昭和24年）9月15日：上述不定期準急列車の上野 - 長野間を定期列車化。
- 1950年（昭和25年）10月1日：上述準急列車の長野 - 直江津間を定期列車化。上野 - 直江津間夜行準急列車1往復が運転開始（上野 - 高崎間は上越線列車と併結）。
- 1951年（昭和26年）4月1日：上野 - 直江津間昼行準急に「高原」の愛称を設定。
- 1952年（昭和27年）10月1日：上野 - 直江津間夜行準急の運転区間を新潟まで延長。
- 1953年（昭和28年）：｢高原｣混雑緩和のため上野 - 長野間に臨時準急「白樺」を運転開始。
- 1954年（昭和29年）10月1日：｢高原｣急行列車化の上運転区間を金沢まで延長し「白山」に改称。「白樺」を定期列車に格上げ。
- 1955年（昭和30年）7月1日：上野 - 長野間不定期準急列車「高原」が運転開始。
- 1958年（昭和33年）4月14日：上野 - 長野 - 直江津間夜行準急に「妙高」の愛称を設定。
- 1959年（昭和34年）7月18日：上野 - 金沢間臨時夜行急行「黒部」が運転開始。
- 1960年（昭和35年）6月1日：上野 - 長野間昼行客車準急「とがくし」が運転開始。
- 1961年（昭和36年）
  - 3月1日：小諸 - 新潟間（小諸 - 長野間は普通列車）気動車準急に「あさま」の愛称を設定。「妙高」の運転区間を直江津まで短縮。
  - 5月1日：碓氷峠のアプト式区間対応の新製気動車キハ57系を投入した急行「志賀」が上野 - 長野間で運転開始。
  - 10月1日：ダイヤ改正により以下の変更を実施。
    - 大阪 - 上野・青森間でキハ82系による特急「白鳥」[注 6]が運転開始。なお同列車は信越本線初の特急列車である。
    - 上野 - 長野間急行「丸池」運転開始。
    - ｢黒部｣定期列車化。
    - ｢とがくし｣気動車急行化。これにより「志賀」「丸池」および車両運用効率向上の観点による広域運用の実施により碓氷峠とは関係のない「ちくま」との4列車共通運用を実施する。
    - ｢白樺｣[注 7]を「妙高」に統合し昼行・夜行1往復ずつの運転。
- 1962年（昭和37年）
  - 3月1日：「丸池」「志賀」の一部編成を屋代で分割し、長野電鉄湯田中までの乗り入れを開始。
  - 7月15日：上野 - 横川間にで80系準急「軽井沢」が運転開始。横川では軽井沢への専用連絡バスと接続も実施。
  - 12月1日：上野 - 長野間夜行客車準急の愛称を「妙高」から「あさま」に変更。昼行「妙高」を急行列車に格上げ。
    - この日以前に「あさま」の愛称は名古屋 - 新潟間急行列車に使用されていたが、同列車は「赤倉」に変更。
- 1963年（昭和38年）
  - 3月25日：長野 - 上諏訪 - 小淵沢 - 小諸 - 長野間循環準急「すわ」「のべやま」が運転開始。
    - 上諏訪先着が「すわ」小諸先着が「のべやま」

  - 7月15日：アプト式区間が横軽区間に変更され単線で営業運転を開始。また「軽井沢」を暫定的に全車指定席化し上野 - 長野間2往復運転に変更。
  - 10月1日：横軽区間が複線運転化。アプト式完全廃止に伴い以下の変更を実施。
    - 「丸池」を「志賀」に統合。
    - 準急「あさま」を急行列車化の上「丸池」に改称し直江津発着（長野 - 直江津間普通列車）に変更。
    - 上野 - 長野間で165系による急行「信州」4往復運転開始。なおうち1往復は「とがくし」からの統合で、「とがくし」の愛称は同区間の夜行列車に転用。
    - 「軽井沢」の運転区間を上野 - 中軽井沢間に延長。

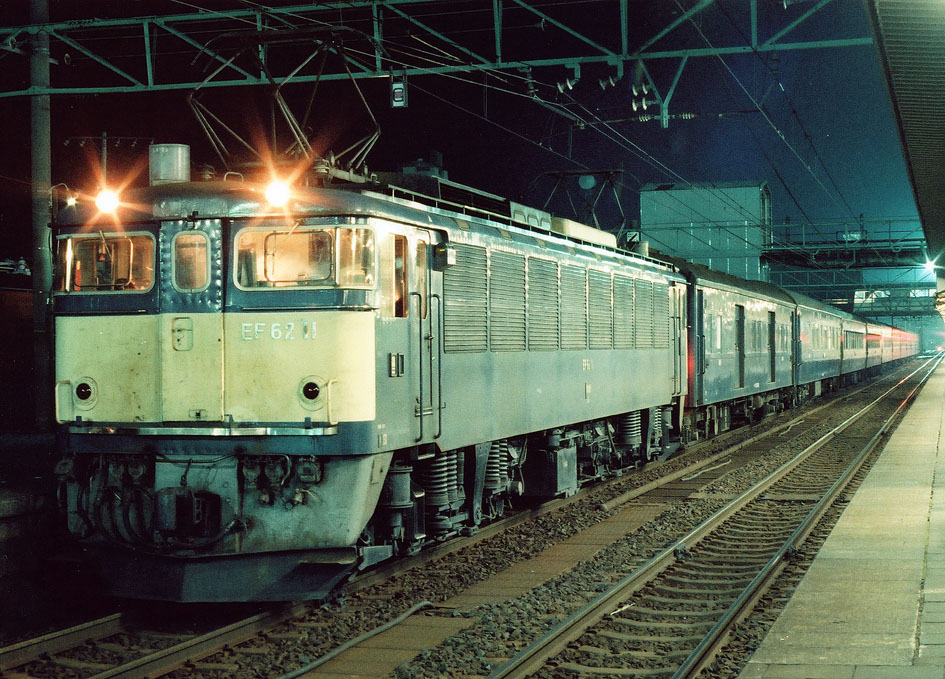
EF62 11 上り「越前」
1982年7月 直江津

- 1965年（昭和40年）10月1日：ダイヤ改正で以下の変更を実施。
  - 「白鳥」上野発着編成を大阪 - 金沢間「雷鳥」と上野 - 金沢間に系統分離させ、後者を「はくたか」に愛称変更。
  - 上野 - 長野間全車指定席急行「信越いでゆ」が運転開始。
  - 上野 - 福井間夜行急行「越前」が運転開始。
  - 「軽井沢」1往復に減便。

### 特急「あさま」の設定後
- 1966年（昭和41年）
  - 3月5日：運行距離が100kmを超える準急列車の急行格上げ措置により「高原」「すわ」「のべやま」「軽井沢」が急行列車化。
  - 10月1日：上野 - 長野間特急「あさま」が2往復で運転開始。「信越いでゆ」廃止。
    - 「あさま」には田町電車区（後の田町車両センター→現在は東京総合車両センター田町センター）の181系が充当された。
    - 運行区間内に介在する運転区間の信越本線横川 - 軽井沢間（碓氷峠）では、EF63を横川方に連結し電車は無動力にした上での協調運転であるため編成両数が8両まで制限されたことから「あさま」は食堂車不連結となった。
    - 当初は1等車（現在はグリーン車）を1両にして食堂車連結も考慮されたが、国際的観光地である軽井沢が沿線に控えていることからグリーン車2両は必須条件でこの案は却下され、代替としてサロ2両をモロ2両に変更しサシ181・サハ180の組込みが提案された。これは当時の「とき」「あずさ」用編成と同じ車種構成でMM'ユニット1組を外した状態で運用できることから最後まで検討されたが、そもそもモロとサシが不足気味だったことや1965年に向日町運転所（現在は吹田総合車両所京都支所）所属車からサロが減車されたことから、余剰車の有効利用・運行時間・短距離運転という観点により食堂車不連結の決断が下された。
    - また当時の上野発着特急は1等車が上野方の2号車に連結されていたが、「あさま」は長野方の6号車・7号車にサロ181・サロ180が連結された。これは碓氷峠でEF63連結する際に重量のある電動車を麓側に集中させることで連結器の座屈防止には効果を発揮するためである[注 8]。
    - 181系時代の「あさま」用ヘッドマークは、田町電車区担当時代に作成した通常の国鉄書体によるものと長野運転所移管後に補充された丸ゴシックをベースにした書体の2種類が存在した。これらは489系ボンネット車にも共通で使用された。

| 189系「そよかぜ」 |  | EF62「軽井沢」 |
| 189系「そよかぜ」 |  | EF62「軽井沢」 |

- 1968年（昭和43年）
  - 7月20日：東京 - 中軽井沢間季節特急「そよかぜ」が運転開始。
    - 「そよかぜ」には運行前年の1967年に横軽対策を施工した157系が投入されたが、これは1968年夏シーズンのみでその後は181系・189系・489系といった信越本線で運用される車両が主に投入された。このほかにも幕張電車区（現在は幕張車両センター）所属の183系0番台房総特急用9両編成からMM'1ユニットを外しグリーン車1両増結による8両編成、田町電車区所属の183系1000番台「あまぎ」→「踊り子」用10両編成からMM'1ユニットを外した8両編成、新前橋電車区（現在は高崎車両センター）所属の185系200番台7両編成が投入された実績がある。

  - 10月1日：ダイヤ改正で以下の変更を実施。
    - 「あさま」3往復増発。1往復を直江津まで運行区間を延長、1往復を東京発着に変更。
    - 「高原」「志賀」「丸池」を「信州」に統合し7往復運転。
    - 「とがくし」「丸池」を「妙高」に統合。昼行が定期2往復・不定期1往復・夜行が定期1往復の4往復運転。
    - 「信州」「妙高」用の165系はEF63との協調運転が可能な169系に置換えを実施。ビュフェ車連結の12両編成に増強。
    - 「軽井沢」不定期列車へ格下げ。

| EF62 26「妙高」 |  | 169系「妙高」 |
| EF62 26「妙高」 |  | 169系「妙高」 |

- 1969年（昭和44年）
  - 7月：「あさま」の運用を田町電車区から長野運転所に移管。
  - 10月1日：ダイヤ改正で以下の変更を実施。
    - 「はくたか」485系化と同時に上越線経由へ変更。
    - 「信州」長野電鉄直通編成を「志賀」に改称。上野 - 屋代間は「信州」と併結運転。
    - 「信州」2往復を妙高高原発着に運転区間を延長した上で「妙高」に統合。「信州」5往復「妙高」6往復運転。

- 1971年（昭和46年）12月：上野 - 長野・関山間スキー臨時特急「あさま銀嶺」を運転。
  - 同列車は、長野運転所の181系他、早期落成していた489系も投入された。後に臨時「あさま」にも489系は投入されたが、1973年夏シーズンまでの運行では食堂車の営業が確認できる。
  - 夏期には国際的避暑地の軽井沢への旅客数が大幅に増加するために1970年代以降は、「あさま」「信州」「妙高」のみならず軽井沢・中軽井沢発着の季節列車として特急「そよかぜ」や急行「軽井沢」が多数運転された。また、全車グリーン車の旧形客車のみで組成された急行「軽井沢グリーン」や後年の最繁忙期には12系による臨時「軽井沢」も運転された。
- 1972年（昭和47年）
  - 3月15日：ダイヤ改正で以下の変更を実施。
    - 「あさま」5往復に増発。うち2往復は直江津発着。
    - 「白山」を特急に格上げ。
    - 上田 - 新潟間の急行「とがくし」2往復運転開始（以後の沿革はくびき野を参照）。

  - 10月2日：「あさま」L特急化。
  - 11月25日：「妙高」1往復を金沢まで運転区間延長した上で「白山」に格上げ。「白山」は都合2往復運転。
- 1973年（昭和48年）
  - 4月1日：東北・上越新幹線建設工事に伴い「あさま」の東京発着を中止。全列車上野駅発着に変更。
  - 10月1日：「白山」3往復に増強。489系は間合い共通運用で「あさま」増発分1往復に投入。
    - 定期「あさま」に投入された489系で食堂車が営業された実績はない[注 9]。
- 1975年（昭和50年）
  - 3月10日 ：ダイヤ改正で以下の変更を実施。
    - 「すわ」「のべやま」の長野 - 小諸 - 小淵沢間を廃止[注 10]。
    - 「あさま銀嶺」の運行終了。

  - 10月1日：「あさま」の181系を新製の189系に置換え。
    - 189系は489系同様に横軽区間でEF63との協調運転により最大12両編成での運転が可能となり輸送力増強が実現した。ただし、地上設備の関係で当初は10両編成で運転となり、12両化は1978年10月に実施された。
    - その後「あさま」は、急行列車の格上げ・「白山」の系統分割・純粋な増発などで、最終的には定期19往復（最盛期は20往復）運転となった。

- 1976年（昭和51年）12月1日：｢信州｣「妙高」のビュフェ車が営業休止[注 11]。
- 1978年（昭和53年）10月2日：ダイヤ改正で以下の変更を実施。
  - 「志賀」2往復中1往復を廃止。
  - 「白山」L特急化。
    - 上野発着となる上越特急・東北特急を含めてグリーン車連結位置を合わせる編成変更[注 12]を実施し、489系は3MG化のために同時に食堂車を廃止。

  - 「はくたか」の運用を向日町運転所から金沢運転所に移管し「白山」との共通運用に変更。
  - 「そよかぜ」2往復のうち1往復で上田までの延長運転を設定。
- 1982年（昭和57年）11月15日：ダイヤ改正で以下の変更を実施。
  - 「志賀」廃止。長野電鉄への直通運転終了[36]。
  - 「妙高」昼行列車を「あさま」に格上げ。夜行1往復は車両を旧形客車から14系に変更。
  - 「白山」編成変更によりグリーン車を2両から1両に減車し食堂車連結を復活。
- 1984年（昭和59年）7月：逗子 - 軽井沢間臨時特急「サロンエクスプレスそよかぜ」を運転。
  - 同列車はジョイフルトレインの「サロンエクスプレス東京」を充当。また、東京方始発が逗子で横須賀線・品鶴線・山手貨物線経由と現在の湘南新宿ラインと同経路で運転された。
- 1985年（昭和60年）3月14日：ダイヤ改正で以下の変更を実施。
  - 「白山」2往復に削減。再度食堂車を廃止。
  - 「信州」「軽井沢」を廃止し「あさま」に格上げ。「あさま」15往復運転。
  - 「あさま」に深谷、本庄、安中、磯部、御代田が停車駅に追加。
  - 「白山」の長野以北で、黒姫、泊が停車駅に追加。
  - 「妙高」車両を14系から169系に変更。全車普通車のとなり寝台車の連結が終了。
  - 「そよかぜ」を長野まで延長運転し、「あさま」の臨時特急としての運行を開始。日付と時期は不確実。延長運転されない場合は「そよかぜ」として運行。
- 1986年（昭和61年）11月1日：ダイヤ改正で以下の変更を実施。
  - 「あさま」2往復を増発し、17往復体制となるが、編成は全列車9両編成に統一される。
  - 「あさま」の停車駅に、大屋、坂城が追加。
  - 「妙高」上野 - 長野間に運転区間を短縮。車両を「あさま」と共通運用の189系に変更しグリーン車が再び連結される。
- 1987年（昭和62年）8月：「サロンエクスプレスそよかぜ」を廃止。
- 1988年（昭和63年）3月13日：ダイヤ改正で以下の変更を実施。
  - 189系で運転されている「あさま」の一部の列車が9両編成から11両編成に増強される。
  - 「あさま」の停車駅に田中が追加。
  - 「信越リレー」の運行開始。
- 1989年（平成元年）3月14日：下り「妙高」を高崎線普通列車の終電後の最終列車にダイヤを変更。
  - このため定期券・急行券による普通車自由席への乗車が可能となった。
  - 「あさま」の停車駅に赤羽が追加。

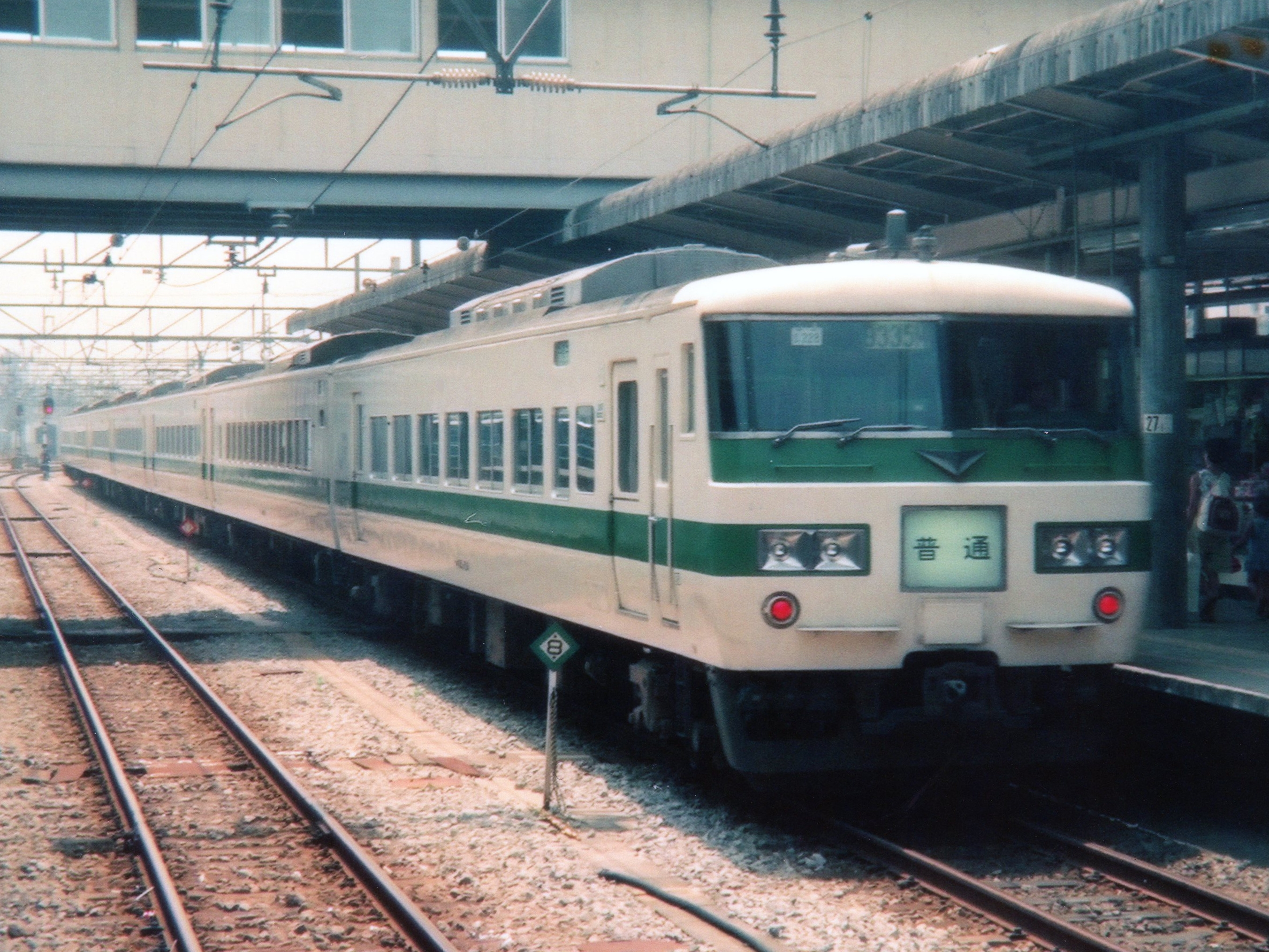
185系「軽井沢リレー」

- 1990年（平成2年）7月27日：11両編成で運転されている「あさま」にシートピッチ拡大やハイデッカー改造を施したグレードアップ車両を投入開始[37]。また、高崎 - 軽井沢間を上越新幹線と連絡して運行する臨時普通・快速列車「軽井沢リレー」を運行開始。169系及び185系が運用された[38]。
- 1992年（平成4年）3月14日：ダイヤ改正で以下の変更を実施。
  - 「あさま」のうち、11両編成の列車はすべてグレードアップ車両で運転される。
  - 「白山」2往復のうち1往復が上野 - 直江津間の「あさま」と長岡 - 金沢間の「かがやき」に分断され、1往復に削減される[注 13]。
- 1993年（平成5年）3月18日：ダイヤ改正で以下の変更を実施。
  - 「あさま」1往復増発。このうち、下り列車は上野発21時。
  - 「妙高」ならびに臨時「越前」を廃止。
  - 「あさま」1往復（23号・36号）に金沢総合車両所の489系を間合い運用で投入。

- 1996年（平成8年）5月5日 ：「そよかぜ」の運転区間が上野 - 上田間に変更[39]。
- 1997年（平成9年）
  - 8月18日：「そよかぜ」運転終了。実質的にこの日が廃止日となる。
  - 9月6日：新宿経由横浜発着の臨時特急「マリンシティーあさま号」を運転開始。大宮 - 新宿 - 横浜間を、品鶴線・山手貨物線経由（現在の湘南新宿ライン）のルートで運転[注 14]。
  - 9月30日：北陸新幹線高崎 - 長野間（長野新幹線）先行開業に伴う横川 - 軽井沢間廃止により、この日をもって在来線「あさま」及び「白山」の運転を終了[34]（廃止は翌10月1日付）。
    - 新幹線開業直後にはこれまでの利用客の流動を視野に入れて「白山」の長野以北を引き継いだ形で長野新幹線と連携した臨時特急「信州」が長野 - 福井間で運行された。

### リバイバルトレイン
- 2000年（平成12年）12月23日 - 12月24日：熊谷 - 横川間で「懐かしの特急あさま」を189系で運転。
- 2001年（平成13年）9月30日：上野 → 横川間で「思い出の特急あさま」を189系で運転[40]。
- 2002年（平成14年）
  - 4月20日 - 4月21日：上野 - 横川間で「懐かしの特急あさま」を189系で運転。
  - 10月12日 - 10月14日：上野 - 横川間で「信越特急あさま」、軽井沢 - 長野・直江津間で「あさま」を189系で運転[41]。
  - 10月19日：東金沢駅移転開業を記念して金沢 - 富山間で「白山」を489系国鉄色で運転。
- 2003年（平成15年）8月30日 - 8月31日：上野 - 横川間で「懐かしの特急そよかぜ」を189系で運転。
- 2005年（平成17年）10月15日 - 10月16日：信越本線高崎 - 横川間開業120周年を記念して上野 - 横川間で「懐かしの特急白山」を489系国鉄色で運転。
- 2006年（平成18年）8月26日：信越本線関山 - 直江津間開業120周年・直江津 - 長野間電化開業40周年を記念して金沢 - 長野間で「リバイバル白山」を1往復運転[42]。

- 2012年（平成24年）

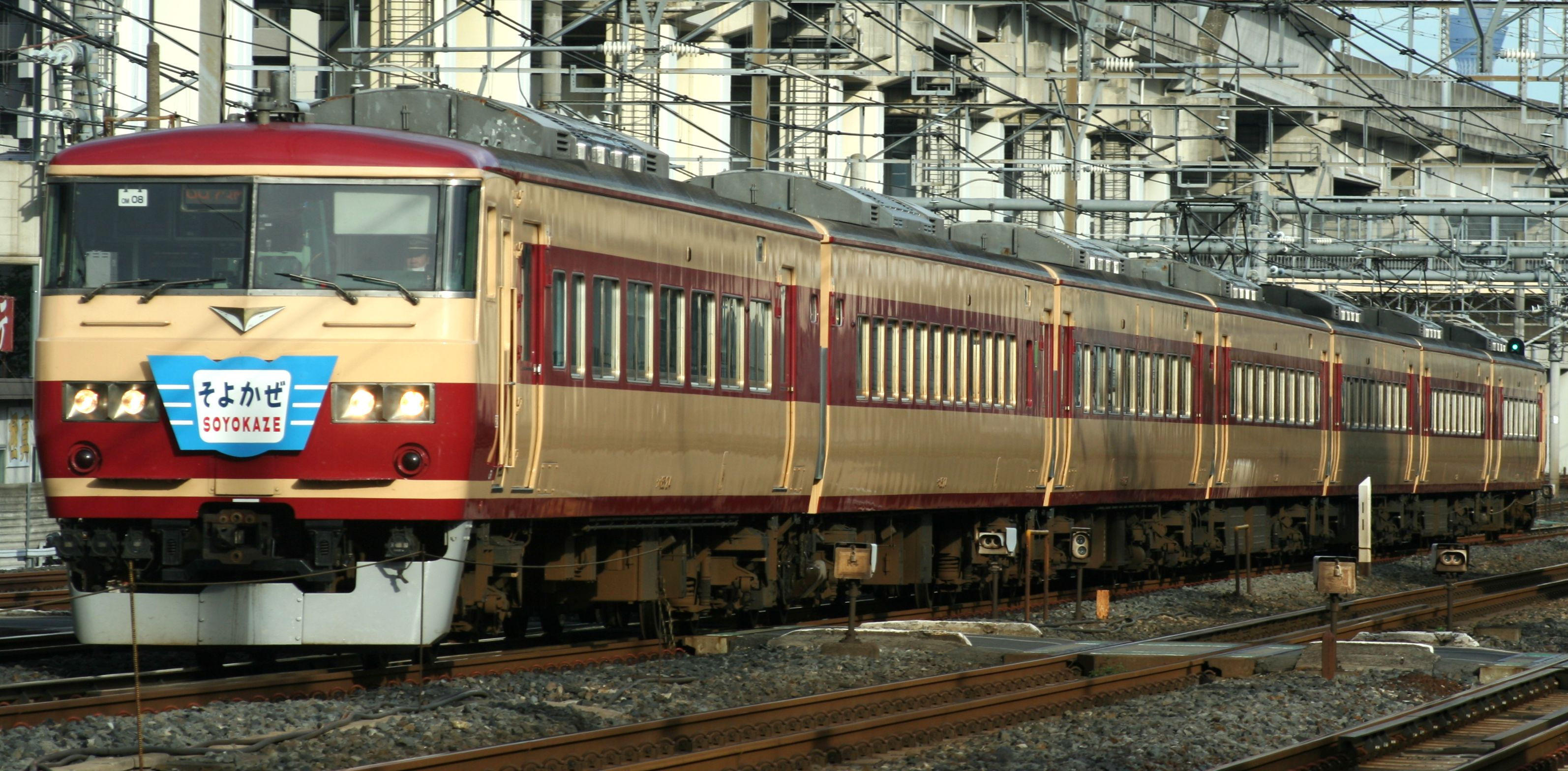
185系「そよかぜ」（リバイバル運転）

  - 7月15日：上野 - 横川間で「そよかぜ」を大宮総合車両センターの185系OM08編成で運転。
  - 9月8日：上野 - 横川間・しなの鉄道軽井沢 - 上田間で「そよかぜ」を運転。上野発着列車は185系、軽井沢発着列車は189系を使用。
  - 10月20日：長野 - 直江津間で特急「あさま」を長野総合車両センターのN101編成で運転[注 15]。
- 2013年（平成25年）
  - 3月2日：軽井沢→金沢間（片道）で「思い出の白山」を新潟車両センターの485系K2編成を投入し団体列車扱いで運転[注 16]。

### 列車名の由来
（五十音順）
- ｢越前｣（えちぜん）：福井県の旧国名「越前」にちなむ。
- ｢軽井沢｣（かるいざわ）：避暑地・別荘地として名高い「軽井沢」にちなむ。
- ｢黒部｣（くろべ）：富山県を流れる「黒部川」にちなむ。
- ｢高原｣（こうげん）：高原地帯を走る列車であることから。
- ｢志賀｣（しが）：上信越高原国立公園の「志賀高原」にちなむ。
- ｢白樺｣（しらかば）：沿線に多く生える「シラカバ」にちなむ。
- ｢信越いでゆ｣（しんえついでゆ）：目的地域の「いで湯」（温泉）観光列車であることから。
- ｢信州｣（しんしゅう）：長野県の旧国名「信濃」の別称「信州」にちなむ。
- ｢すわ｣：長野県中部の諏訪盆地にある「諏訪湖」にちなむ。
- ｢そよかぜ｣：軽井沢などの「高原にそよぐ微風」から。
- ｢とがくし｣：長野県の「戸隠山」にちなむ。
- ｢能登｣（のと）：石川県の「能登半島」、またそこの旧国名「能登」にちなむ。
- ｢のべやま｣：小海線野辺山駅周辺の「野辺山高原」にちなむ。
- ｢はくたか｣：富山県の立山の開山伝説に登場する「白い鷹」にちなむ。
- ｢白鳥｣（はくちょう）： 新潟県北蒲原郡水原町（現在の阿賀野市）に飛来する「白鳥」にちなむ。
- ｢丸池｣（まるいけ）：志賀高原の「丸池」にちなむ。
- ｢妙高｣（みょうこう）：新潟県南西部に位置する妙高山にちなむ。なお、同山は長野県側からでも見えることから北信五岳の一つにとして知られる。